# Juicio final (novela)
Juicio Final es una novela escrita en 1996, por el escritor estadounidense John Katzenbach, maestro del suspense psicológico, autor de otras obras célebres como El psicoanalista y La Historia del loco. Es una historia llena de suspenso, un poco de trama policial, y algo de terror psicológico; siendo una de las mejores obras del autor, la cual es llevada al cine con el nombre de Just Cause en 1998.

## Argumento
Habla de un periodista de la ciudad de Miami, llamado Matthew Cowart, un hombre maduro, quien se encuentra ya establecido. Un día recibe una carta desde la cárcel, de un hombre, llamado Robert Earl Ferguson, donde asegura que está condenado injustamente, porque es inocente. A pesar de que Cowart duda de la veracidad de las palabras de Ferguson, éste empieza a investigar el caso que llevó a aquel al corredor de la muerte; con su investigación descubre que fue condenado de manera arbitraria y sin bases para ello, publicando una serie de artículos en el periódico para el que trabaja y por medio de ellos permite al convicto salir de la cárcel. Cowart consigue un premio pulitzer por dicha tarea periodística. Posteriormente se da cuenta de que ha puesto en marcha un plan terrorífico en el que resultan muertas muchas personas y ahora tiene que, él mismo, hacer algo; y luchando contra el tiempo, conseguir que se haga justicia fuera de los juzgados.
- Datos: Q50682843